# Robert Seibt
Robert Seibt ist ein ehemaliger deutscher Schwimmer, der eine Bronzemedaille bei Europameisterschaften gewann.

## Karriere
Seibt wuchs in Ost-Berlin auf. Er schwamm für den TSC Berlin und ab 1991 für dessen Nachfolgeverein Berliner TSC. Ab 1997 trat er für die Wasserfreunde Spandau 04 an.
Seibt startete 1991 erstmals im Schwimm-Weltcup. Bei den Weltmeisterschaften 1994 in Rom belegte Seibt den achten Platz über 400 Meter Lagen. Danach war er erst 1997 wieder bei einer internationalen Meisterschaft dabei. Bei den Europameisterschaften in Sevilla gewann er über 400 Meter Lagen die Bronzemedaille hinter dem Niederländer Marcel Wouda und dem Spanier Frederik Hviid, wobei Seibt am Ziel über eine Sekunde Vorsprung vor dem viertplatzierten Franzosen Xavier Marchand aufwies. 1998 erreichte Seibt bei den Weltmeisterschaften 1998 den sechsten Platz. 1999 belegte Seibt bei den Kurzbahnweltmeisterschaften in Hongkong den achten Rang über 400 Meter Lagen. Ebenfalls Achter über 400 Meter Lagen wurde Seibt bei den Europameisterschaften in Istanbul.
1990 siegte Seibt bei den letzten DDR-Meisterschaften im Schwimmen über 200 Meter Brust. Nach der Wiedervereinigung wurde Seibt bei Deutschen Meisterschaften über 400 Meter Lagen 1993 in Potsdam Zweiter hinter Patrick Kühl. Danach gewann Seibt den Titel fünfmal in Folge. 1999 in Leipzig wurde er dann Zweiter hinter Jirka Letzin.